# Rezerwat przyrody Czarny Bryńsk
Rezerwat przyrody Czarny Bryńsk – torfowiskowy rezerwat przyrody w gminie Górzno, w powiecie brodnickim, w województwie kujawsko-pomorskim. Leży w granicach Górznieńsko-Lidzbarskiego Parku Krajobrazowego.
Powierzchnia rezerwatu wynosi 13,13 ha (początkowo zajmował 11,34 ha). W skład rezerwatu wchodzi śródleśne jezioro Czarny Bryńsk oraz sąsiadujące z nim szuwary i zabagnienia. Rezerwat został powołany Zarządzeniem Ministra Leśnictwa i Przemysłu Drzewnego z 26 kwietnia 1963 roku (M.P. z 1963 r. nr 43, poz. 215). Według aktu powołującego, rezerwat utworzono w celu zachowania ze względów naukowych i dydaktycznych stanowiska kłoci wiechowatej oraz innych roślin torfowiskowych.
Obszar rezerwatu podlega ochronie ścisłej (11,63 ha) i czynnej (1,50 ha).